# Liga Juvenil de la UEFA 2024-25
La Liga Juvenil de la UEFA 2024-25 fue la 11.ª edición de la competición. La competición se compuso de los equipos juveniles de los 36 clubes que lograron su clasificación para la fase de grupos de la Liga de Campeones de la UEFA 2024-25 y 52 clubes que representaron a los campeones nacionales de todas las federaciones  (con la excepción de Liechtenstein y San Marino, que no tienen una competición nacional juvenil, y Rusia, que está suspendida de las competiciones de la UEFA).

## Equipos
Un total de 88 equipos de 52 de las 55 federaciones miembro de la UEFA participarán en el torneo. Se dividirán en dos secciones.
- Ruta de la Liga de Campeones de la UEFA: los equipos juveniles de los 36 clubes que se clasificaron para la fase de liga de la Liga de Campeones de la UEFA 2024-25 participarán en la Ruta de la Liga de Campeones de la UEFA. Si hubiera habido una vacante (equipos juveniles que no participarían), la habría ocupado un equipo definido por la UEFA.
- Ruta de los campeones nacionales: los campeones nacionales juveniles de todas las federaciones de la UEFA (con la excepción de Liechtenstein y San Marino, que no tienen una competición nacional juvenil, y Rusia, que está suspendida de las competiciones de la UEFA) participarán en la Ruta de los campeones nacionales. Los clubes de las 28 mejores federaciones según sus coeficientes de país de la UEFA de 2024 se clasificarán para la segunda ronda, y los 24 equipos restantes comenzarán desde la primera ronda. Si los campeones nacionales juveniles se clasifican para la Ruta de la Liga de Campeones de la UEFA, su lugar lo ocuparán los subcampeones nacionales juveniles. Si los subcampeones también se clasifican para la Ruta de la Liga de Campeones de la UEFA, la vacante no se cubrirá.[1]

Aberdeen, Academia Rebeja, Aston Villa, Auxerre, Bolonia, Brera Strumica, Brest, Budućnost Podgorica, Bylis, Cliftonville, CSKA Sofia, FC 2 Korriku, FC Santa Coloma, Girona, HB, IFK Göteborg, IMT, Lincoln Red Imps, Progrès Niederkorn, Rapid Wien, Real Betis, Sabah, Sassuolo, Strømsgodset, Sturm Graz, Stuttgart, Tallinna Kalev, The New Saints, Valletta y Zbrojovka Brno debutarán en el torneo.
| Ranking | Asociación           | Equipos                                                                          | Equipos                          |
| Ranking | Asociación           | Ruta de la Liga de Campeones de la UEFA                                          | Ruta de los campeones nacionales |
| ------- | -------------------- | -------------------------------------------------------------------------------- | -------------------------------- |
| 1       | Inglaterra           | - Manchester City - Arsenal FC - Liverpool FC - Aston Villa FC                   | - Manchester United FC           |
| 2       | España               | - Barcelona - Real Madrid - Atlético Madrid - Girona FC                          | - Real Betis                     |
| 3       | Alemania             | - Bayern Múnich - Borussia Dortmund - Leipzig - Bayer Leverkusen - VfB Stuttgart | TSG 1899 Hoffenheim              |
| 4       | Italia               | - Internazionale - AC Milan - Juventus - Atalanta BC - Bologna FC                | US Sassuolo Calcio               |
| 5       | Francia              | - Paris Saint-Germain - AS Monaco - Stade Brest - Lille OS                       | AJ Auxerre                       |
| 6       | Países Bajos         | - Feyenoord - PSV Eindhoven                                                      | AZ                               |
| 7       | Portugal             | - SL Benfica - Sporting CP                                                       | SC Braga                         |
| 8       | Bélgica              | Club Brujas                                                                      | Genk                             |
| 9       | Escocia              | Celtic                                                                           | Aberdeen FC                      |
| 10      | Austria              | - Red Bull Salzburg - SK Sturm Graz                                              | SK Rapid Viena                   |
| 11      | Serbia               | Estrella Roja                                                                    | FK IMT                           |
| 12      | Turquía              |                                                                                  | Trabzonspor                      |
| 13      | Suiza                | Young Boys                                                                       | FC Basilea                       |
| 14      | Ucrania              | Shakhtar Donetsk                                                                 | FC Dinamo de Kiev                |
| 15      | República Checa      | AC Sparta Praga                                                                  | FC Zbrojovka Brno                |
| 16      | Noruega              |                                                                                  | Strømsgodset IF                  |
| 17      | Dinamarca            |                                                                                  | FC Midtjylland                   |
| 19      | Croacia              | Dinamo Zagreb                                                                    | Lokomotiva Zagreb                |
| 20      | Grecia               |                                                                                  | Olympiakos FC                    |
| 21      | Israel               |                                                                                  | Maccabi Petah-Tikvah FC          |
| 22      | Chipre               |                                                                                  | Pafos FC                         |
| 23      | Suecia               |                                                                                  | IFK Göteborg                     |
| 24      | Polonia              |                                                                                  | Legia de Varsovia                |
| 25      | Hungría              |                                                                                  | Puskás Akadémia FC               |
| 26      | Rumania              |                                                                                  | FC Farul Constanța               |
| 27      | Bulgaria             |                                                                                  | PFC CSKA Sofía                   |
| 28      | Eslovaquia           | ŠK Slovan Bratislava                                                             | AS Trenčín                       |
| 29      | Azerbaiyán           |                                                                                  | Sabah FK                         |
| 30      | Kazajistán           |                                                                                  | FC Kairat Almaty                 |
| 31      | Eslovenia            |                                                                                  | NK Maribor                       |
| 32      | Moldavia             |                                                                                  | Academia Rebeja                  |
| 33      | Kosovo               |                                                                                  | FC 2 Korriku                     |
| 35      | Letonia              |                                                                                  | BFC Daugavpils                   |
| 36      | Irlanda              |                                                                                  | UCD                              |
| 37      | Finlandia            |                                                                                  | FC Honka                         |
| 38      | Lituania             |                                                                                  | FK Žalgiris                      |
| 39      | Armenia              |                                                                                  | FC Pyunik                        |
| 40      | Bielorrusia          |                                                                                  | FK Dinamo Minsk                  |
| 41      | Bosnia y Herzegovina |                                                                                  | FK Sarajevo                      |
| 42      | Luxemburgo           |                                                                                  | FC Progrès Niedercorn            |
| 43      | Islas Feroe          |                                                                                  | HB Tórshavn                      |
| 44      | Irlanda del Norte    |                                                                                  | Cliftonville                     |
| 45      | Malta                |                                                                                  | Valletta FC                      |
| 46      | Georgia              |                                                                                  | SK Dinamo Tiflis                 |
| 47      | Estonia              |                                                                                  | JK Tallinna Kalev                |
| 48      | Islandia             |                                                                                  | Stjarnan Garðabær                |
| 49      | Albania              |                                                                                  | KS Bylis Ballsh                  |
| 50      | Gales                |                                                                                  | The New Saints FC                |
| 51      | Gibraltar            |                                                                                  | Lincoln Red Imps FC              |
| 52      | Macedonia del Norte  |                                                                                  | FK Akademija Pandev              |
| 53      | Andorra              |                                                                                  | FC Santa Coloma                  |
| 54      | Montenegro           |                                                                                  | FK Podgorica                     |